# 中国共产主义青年团吉林省委员会
中国共产主义青年团吉林省委员会，简称共青团吉林省委，是中国共产主义青年团在吉林省的地方组织机构，接受中国共产党吉林省委员会和中国共产主义青年团中央委员会的领导。主要负责青年工作。